# 26e législature de la Saskatchewan
La 26e législature de la Saskatchewan est élue lors des élections générales de novembre 2007. Le Parti saskatchewanais est au pouvoir avec Brad Wall à titre de Premier ministre.
Le rôle de chef de l'opposition officielle est assumé par Lorne Calvert du Nouveau Parti démocratique jusqu'en 2009, moment où il est remplacé par le nouveau chef Dwain Lingenfelter.

## Membres du Parlement
Les membres du Parlement suivants sont élus à la suite de l'élection de 2007 :
|  | Circonscription électorale | Membre             | Parti           |
|  | -------------------------- | ------------------ | --------------- |
|  | Arm River-Watrous          | Greg Brkich        | Saskatchewanais |
|  | Athabasca                  | Buckley Belanger   | Néo-démocrate   |
|  | Batoche                    | Delbert Kirsch     | Saskatchewanais |
|  | Biggar                     | Randy Weekes       | Saskatchewanais |
|  | Cannington                 | Dan D'Autremont    | Saskatchewanais |
|  | Canora-Pelly               | Ken Krawetz        | Saskatchewanais |
|  | Carrot River Valley        | Fred Bradshaw      | Saskatchewanais |
|  | Cumberland                 | Joan Beatty        | Néo-démocrate   |
|  | Cumberland                 | Doyle Vermette     | Néo-démocrate   |
|  | Cut Knife-Turtleford       | Michael Chisholm   | Saskatchewanais |
|  | Cypress Hills              | Wayne Elhard       | Saskatchewanais |
|  | Estevan                    | Doreen Eagles      | Saskatchewanais |
|  | Humboldt                   | Donna Harpauer     | Saskatchewanais |
|  | Indian Head-Milestone      | Don McMorris       | Saskatchewanais |
|  | Kelvington-Wadena          | June Draude        | Saskatchewanais |
|  | Kindersley                 | Bill Boyd          | Saskatchewanais |
|  | Last Mountain-Touchwood    | Glen Hart          | Saskatchewanais |
|  | Lloydminster               | Tim McMillan       | Saskatchewanais |
|  | Martensville               | Nancy Heppner      | Saskatchewanais |
|  | Meadow Lake                | Jeremy Harrison    | Saskatchewanais |
|  | Melfort                    | Rod Gantefoer      | Saskatchewanais |
|  | Melville-Saltcoats         | Bob Bjornerud      | Saskatchewanais |
|  | Moose Jaw North            | Warren Michelson   | Saskatchewanais |
|  | Moose Jaw Wakamow          | Deb Higgins        | Néo-démocrate   |
|  | Moosomin                   | Don Toth           | Saskatchewanais |
|  | Prince Albert Carlton      | Darryl Hickie      | Saskatchewanais |
|  | Prince Albert Northcote    | Darcy Furber       | Néo-démocrate   |
|  | Regina Coronation Park     | Kim Trew           | Néo-démocrate   |
|  | Regina Dewdney             | Kevin Yates        | Néo-démocrate   |
|  | Regina Douglas Park        | Harry Van Mulligen | Néo-démocrate   |
|  | Regina Douglas Park        | Dwain Lingenfelter | Néo-démocrate   |
|  | Regina Elphinstone-Centre  | Warren McCall      | Néo-démocrate   |
|  | Regina Lakeview            | John Nilson        | Néo-démocrate   |
|  | Regina Northeast           | Ron Harper         | Néo-démocrate   |
|  | Regina Qu'Appelle Valley   | Laura Ross         | Saskatchewanais |
|  | Regina Rosemont            | Trent Wotherspoon  | Néo-démocrate   |
|  | Regina South               | Bill Hutchinson    | Saskatchewanais |
|  | Regina Walsh Acres         | Sandra Morin       | Néo-démocrate   |
|  | Regina Wascana Plains      | Christine Tell     | Saskatchewanais |
|  | Rosetown-Elrose            | Jim Reiter         | Saskatchewanais |
|  | Rosthern-Shellbrook        | Denis Allchurch    | Saskatchewanais |
|  | Saskatchewan Rivers        | Nadine Wilson      | Saskatchewanais |
|  | Saskatoon Centre           | David Forbes       | Néo-démocrate   |
|  | Saskatoon Eastview         | Judy Junor         | Néo-démocrate   |
|  | Saskatoon Fairview         | Andy Iwanchuk      | Néo-démocrate   |
|  | Saskatoon Greystone        | Rob Norris         | Saskatchewanais |
|  | Saskatoon Massey Place     | Cam Broten         | Néo-démocrate   |
|  | Saskatoon Meewasin         | Frank Quennell     | Néo-démocrate   |
|  | Saskatoon Northwest        | Serge LeClerc      | Indépendant     |
|  | Saskatoon Northwest        | Gordon Wyant       | Saskatchewanais |
|  | Saskatoon Nutana           | Pat Atkinson       | Néo-démocrate   |
|  | Saskatoon Riversdale       | Lorne Calvert      | Néo-démocrate   |
|  | Saskatoon Riversdale       | Danielle Chartier  | Néo-démocrate   |
|  | Saskatoon Silver Springs   | Ken Cheveldayoff   | Saskatchewanais |
|  | Saskatoon Southeast        | Don Morgan         | Saskatchewanais |
|  | Saskatoon Sutherland       | Joceline Schriemer | Saskatchewanais |
|  | Swift Current              | Brad Wall          | Saskatchewanais |
|  | The Battlefords            | Len Taylor         | Néo-démocrate   |
|  | Thunder Creek              | Lyle Stewart       | Saskatchewanais |
|  | Weyburn-Big Muddy          | Dustin Duncan      | Saskatchewanais |
|  | Wood River                 | Yogi Huyghebaert   | Saskatchewanais |
|  | Yorkton                    | Greg Ottenbreit    | Saskatchewanais |

Notes

## Changement durant la législature
| Nombre de sièges par parti et date | Nombre de sièges par parti et date | 2007   | 2008  | 2008   | 2009  | 2009   | 2009   | 2010   | 2010   | 2010   |
| Nombre de sièges par parti et date | Nombre de sièges par parti et date | Oct 10 | Jan 3 | Jun 25 | Jun 8 | Jun 30 | Sep 21 | Avr 16 | Aou 31 | Oct 18 |
| ---------------------------------- | ---------------------------------- | ------ | ----- | ------ | ----- | ------ | ------ | ------ | ------ | ------ |
|                                    | Saskatchewanais                    | 38     | 38    | 38     | 38    | 38     | 38     | 37     | 37     | 38     |
|                                    | Néo-démocrate                      | 20     | 19    | 20     | 19    | 18     | 20     | 20     | 20     | 20     |
|                                    | Indépendant                        | 0      | 0     | 0      | 0     | 0      | 0      | 1      | 0      | 0      |
|                                    | Total                              | 58     | 57    | 58     | 57    | 56     | 58     | 58     | 57     | 58     |
| Vacant                             | 0                                  | 1      | 0     | 1      | 2     | 0      | 0      | 1      | 0      |        |
| Majorité                           | 18                                 | 19     | 18    | 19     | 20    | 18     | 16     | 17     | 18     |        |

| Évolution du nombre de députés durant la 26e législature | Évolution du nombre de députés durant la 26e législature | Évolution du nombre de députés durant la 26e législature | Évolution du nombre de députés durant la 26e législature | Évolution du nombre de députés durant la 26e législature | Évolution du nombre de députés durant la 26e législature |
|                                                          | Date                                                     | Nom                                                      | Circonscription                                          | Parti                                                    | Raison                                                   |
| -------------------------------------------------------- | -------------------------------------------------------- | -------------------------------------------------------- | -------------------------------------------------------- | -------------------------------------------------------- | -------------------------------------------------------- |
|                                                          | 10 octobre 2007                                          | Voir liste des membres                                   | Voir liste des membres                                   | Voir liste des membres                                   | Élections générales de 2007                              |
|                                                          | 3 janvier 2008                                           | Joan Beatty                                              | Cumberland                                               | Néo-démocrate                                            | Démissionne pour se présenter en politique fédérale      |
|                                                          | 25 juin 2008                                             | Doyle Vermette                                           | Cumberland                                               | Néo-démocrate                                            | Élu lors d'une élection partielle                        |
|                                                          | 8 juin 2009                                              | Harry Van Mulligen                                       | Regina Douglas Park                                      | Néo-démocrate                                            | Démission                                                |
|                                                          | 30 juin 2009                                             | Lorne Calvert                                            | Saskatoon Riversdale                                     | Néo-démocrate                                            | Démission                                                |
|                                                          | 21 septembre 2008                                        | Danielle Chartier                                        | Saskatoon Riversdale                                     | Néo-démocrate                                            | Élu lors d'une élection partielle                        |
|                                                          | 21 septembre 2008                                        | Dwain Lingenfelter                                       | Regina Douglas Park                                      | Néo-démocrate                                            | Élu lors d'une élection partielle                        |
|                                                          | 16 avril 2010                                            | Serge LeClerc                                            | Saskatoon Northwest                                      | Indépendant                                              | Changement de parti                                      |
|                                                          | 31 août 2010                                             | Serge LeClerc                                            | Saskatoon Northwest                                      | Indépendant                                              | Démission                                                |
|                                                          | 18 october 2010                                          | Gordon Wyant                                             | Saskatoon Northwest                                      | Saskatchewan Party                                       | Élu lors d'une élection partielle                        |